# Чепрано
Чепрано (італ. Ceprano) — муніципалітет в Італії, у регіоні Лаціо,  провінція Фрозіноне.
Чепрано розташоване на відстані близько 95 км на південний схід від Рима, 17 км на південний схід від Фрозіноне.
Населення — 8925 осіб (2014).
Щорічний фестиваль відбувається 28 липня. Покровитель — Sant'Arduino.

## Демографія
Населення за роками:

Станом на 1 січня 2023 року в муніципалітеті офіційно проживало 500 іноземців з 51 країни, серед них 136 громадян країн Євросоюзу та 26 громадян України.

## Сусідні муніципалітети
- Арче
- Кастро-дей-Вольші
- Фальватерра
- Пофі
- Рипі
- Сан-Джованні-Інкарико
- Странголагаллі